# بیناکس
بیناکس (انگلیسی: Beenox) شرکت بازی ویدئویی کانادایی است، که در سال ۲۰۰۰ تأسیس شد.